# Căteasca
Căteasca é uma comuna romena localizada no distrito de Argeş, na região de Muntênia. A comuna possui uma área de 81.00 km² e sua população era de 3839 habitantes segundo o censo de 2007.